# Frederiksø
Frederiksø es una isla de Dinamarca, ubicada en el mar Báltico. Junto con Christiansø, Græsholm y algunos pequeños peñones, forma un archipiélago a unos 18 km al noreste de Bornholm. A este archipiélago se le conoce también con el nombre de 
Ertholmene, y constituye el territorio más oriental de Dinamarca.
Frederiksø ocupa una superficie de tan solo 4 ha.
- Datos: Q3353163
- Multimedia: Frederiksø / Q3353163